# Parožnatka
Rod parožnatka (Platycerium) zahrnuje 18 druhů a je řazen mezi kapradiny osladičovité, Polypodiaceae.

## Rozšíření
Domovem většiny druhů jsou tropické oblasti jižní Číny, Západní Indie, Malajsie, Indonésie, Filipín, Nové Guineje a Austrálie. Některé druhy rostou také v tropické Africe, na Madagaskaru, Komorách, Seychelských ostrovech, v Peru a Bolívii. Většinou rostou ve vlhkých a teplých deštných lesích jako epifyty v korunách stromů, na kmenech nebo skalách.

## Popis

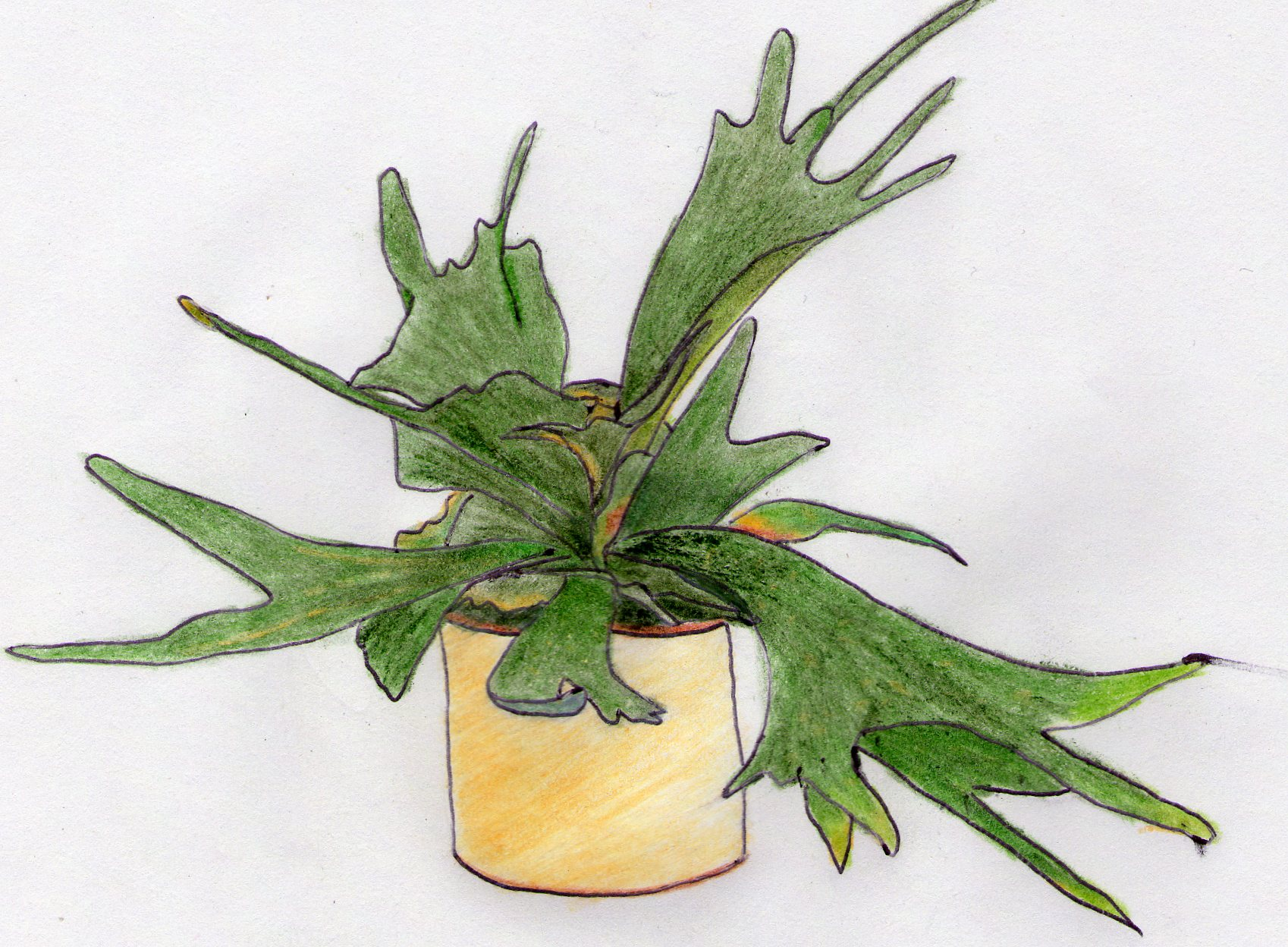
Parožnatka vidličnatá

Tomuto způsobu života je parožnatka velmi dobře přizpůsobena. Vyznačuje se výraznou heterofylií – má dva druhy listů, sterilní (neplodné) a fertilní (plodné). Nejprve vyrostou listy sterilní (trofofyly), okrouhlé a celokrajné, těsně přitisknuté k podkladu. Starší listy postupně usychají a zůstávají dlouho na stromech jako hnědé listy pod nově se tvořícími zelenými. Tak vznikne miskovitý útvar, do kterého se zachytává voda, ptačí exkrementy, odumřelý hmyz či spadlé zbytky rostlinných částí. Tím je zajištěna výživa rostliny, ochrana před vysycháním a poškozením kořenů.
Fertilní listy jsou vzpřímené nebo převislé, pevné, kožovité, zelené nebo šedozelené a vidličnatě větvené – záleží na druhu. Husté hvězdicovité chlupy zabraňují silnému vypařování. Listy připomínají parohy a podle toho dostali také české i latinské jméno, které v překladu znamená široký roh. Listy parožnatky mohou dorůst délky až 100 cm.

## Rozmnožování
Rostlina se rozmnožuje pomocí výtrusů, občas se mohou vytvářet postranní výhonky. Kupky výtrusnic vyrůstají, podle druhu, buď na koncích listů (Platycerium bifurcatum), nebo na plochách listů pod vidličnatým větvením (Platycerium grande) a tvoří velké tmavě hnědé nebo až černé plochy.
Platycerium se pěstuje jako pokojová rostlina. Ke svému růstu potřebuje světlé až polostinné místo, ovšem bez přímého slunečního světla. Je to teplomilná kapradina a v létě by se měla uchovávat při teplotě 18-25 °C, v zimě by neměla teplota klesnout pod 15 °C. Vyžaduje vyšší vzdušnou vlhkost.

### Popis některých druhů
- Platycerium angolense – parožnatka angolská – má nedělitelné, na krajích zvlněné fertilní listy.
- Platycerium bifurcatum – parožnatka vidličnatá – Pochází z Austrálie a Papui Nové Guineje. Snadno se pěstuje. Podobá se Platycerium grande, nemá však tak velké listy. Listy mohou dosáhnout i několikametrové délky, ale růst je pomalý.
- Platycerium coronarium – parožnatka věncová – pochází z oblastí Myanmaru až po Filipíny. Roste na stromech přisedlá na kmeni. Fertilní hluboce vykrojené listy dosahují až 3m šířky i délky.
- Platycerium grande – parožnatka obrovská – pochází z jihovýchodní Asie a ze severní Austrálie. Je poněkud robustnější než Platycerium bifurcatum. Dosahuje výšky několika decimetrů. Listy jsou vzpřímené s laločnatými okraji.

Platycerium madagascariensis – parožnatka madagaskarská – listy jsou charakteristické svou žilnatinou. Má ráda chladnější prostředí.